# Ashikaga Yoshizumi

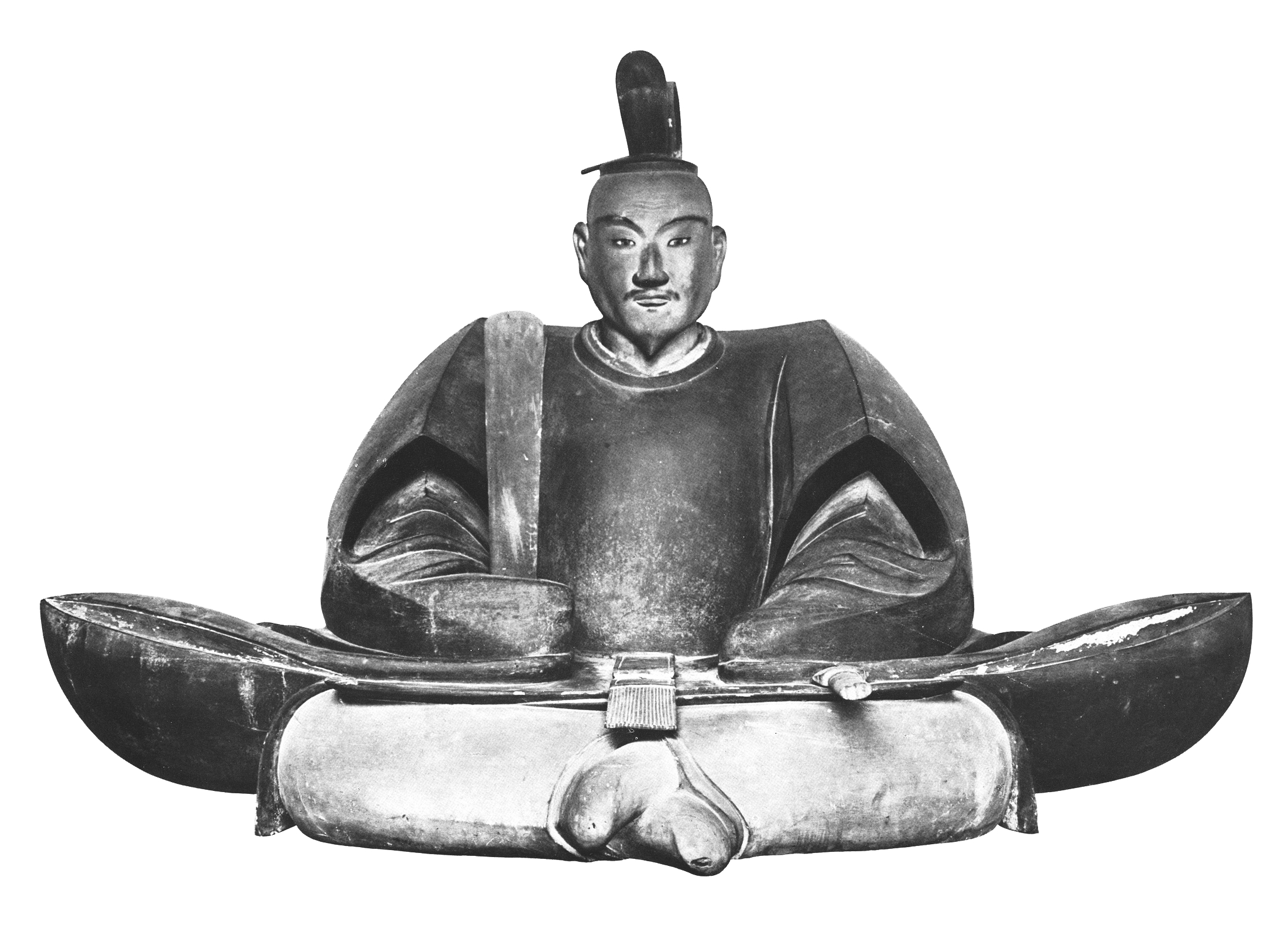
Standbeeld Ashikaga Yoshizumi

Ashikaga Yoshizumi (足利 義澄; 15 januari 1481 - 6 september 1511) van de Ashikaga-clan was de elfde shogun (militair regent) van het Ashikaga-shogunaat tijdens de Japanse Muromachiperiode. Hij was een zoon van Ashikaga Masatomo en een kleinzoon van de zesde shogun Ashikaga Yoshinori. Hij heerste van 1494 tot 1508. Yoshizumi heette oorspronkelijk Yoshitō (soms vertaald als Yoshimichi) en later Yoshitaka.
Yoshizumi werd geadopteerd door de achtste shogun Ashikaga Yoshimasa en werd door Hosokawa Masamoto geïnstalleerd als de Seii Taishogun. In 1508 ontnam de 10e shogun Ashikaga Yoshitane hem de titel en werd zelf een tweede maal shogun.
Twee van zijn zonen zouden later shogun worden. Ashikaga Yoshiharu werd de twaalfde Muromachi shogun; en Ashikaga Yoshihide werd de veertiende shogun.

## Gebeurtenissen tijdens het shogunaat
Belangrijke gebeurtenissen tijdens het shogunaat van Yoshizumi:
- 1494 -- Hosokawa Masamoto laat Yoshizumi benoemen tot shogun.[6]
- 1495 -- Hojo Soun verovert Odawara.[6]
- 1500 -- Keizer Go-Kashiwabara komt aan de macht.[6]

## Tijdperken
De jaren van het shogunaat van Yoshihisa vallen binnen meerdere Japanse periodes:
- Meioperiode (1492-1501)
- Bunkiperiode (1501-1504)
- Eishoperiode (1504-1521)